# UEFA Europa League 2019-2020
UEFA Europa League 2019-2020 a fost cea de-a 49-a ediție a celei de-a doua competiții fotbalistice inter-cluburi ca valoare din Europa, și a 11-a ediție de la redenumirea ei din Cupa UEFA în UEFA Europa League. Câștigătoarea trofeului fiind Sevilla FC.

## Preliminarii
| Echipa 1                 | Total | Echipa 2                           | Turul I | Turul II |
| ------------------------ | ----- | ---------------------------------- | ------- | -------- |
| Barry Town United FC     | 0 – 4 | Cliftonville F&AC                  | 0 – 0   | 0 – 4    |
| FC Progrès Niedercorn    | 2 – 2 | Cardiff Metropolitan University FC | 1 – 0   | 1 – 2    |
| Klaksvíkar Ítróttarfelag | 9 – 1 | SP Tre Fiori                       | 5 – 1   | 4 – 0    |
| UE Sant Julià            | 3 – 6 | Europa FC Gibraltar                | 3 – 2   | 0 – 4    |
| KF Priștina              | 1 – 3 | St Joseph's FC Gibraltar           | 1 – 1   | 0 – 2    |
| Ballymena United FC      | 2 – 0 | NSÍ Runavík                        | 2 – 0   | 0 – 0    |
| SP La Fiorita            | 1 – 3 | UE Engordany                       | 0 – 1   | 1 – 2    |

### Turul I
| Barry Town United FC | 0 – 0   | Cliftonville F&AC |
| -------------------- | ------- | ----------------- |
| Hood 90+1'           | Detalii | Bagnall 74'       |

| FC Progrès Niedercorn    | 1 – 0   | Cardiff Metropolitan University FC |
| ------------------------ | ------- | ---------------------------------- |
| Vogel 35' De Almeida 62' | Detalii | William 74'                        |

| Klaksvíkar Ítróttarfelag                                                                                       | 5 – 1   | SP Tre Fiori                             |
| --- | ------- | ---------------------------------------- |
| P. Johannesen 9' 45+2' Pavlović 26' Hadžibulić 32' Sandmæl 37' J. Johannesen 56' Brinck 69' Bjartalíð 73', 83' | Detalii | Carubini 30' Lago 74' Compagno 86' 90+3' |

| UE Sant Julià                                                         | 3 – 2   | Europa FC Gibraltar             |
| --------------------------------------------------------------------- | ------- | ------------------------------- |
| Malatini 32' · Mendez 44', 64' · Vasile 53' · Cisse 75' · Muñoz 90+3' | Detalii | Valdes 3' Mango 46' Olivero 87' |

| KF Priștina                   | 1 – 1   | St Joseph's FC Gibraltar                                    |
| ----------------------------- | ------- | ----------------------------------------------------------- |
| Dallku 28' (pen) Mankenda 82' | Detalii | Rojas 28' Peña 31' Ferrer 33' Gonzalez Perez 88' Torres 90' |

| Ballymena United FC                    | 2 – 0   | NSÍ Runavík                   |
| -------------------------------------- | ------- | ----------------------------- |
| Millar 49' Winchester 55' Carville 87' | Detalii | P. Justinussen 78' Hentze 88' |

| SP La Fiorita                             | 0 – 1    | UE Engordany                                |
| ----------------------------------------- | -------- | ------------------------------------------- |
| Di Maio 36' · Mezzadri 84' · Vassallo 87' | Detalii] | A. Sánchez 31' · Zugić 48' · Deivis 72' 86' |

### Turul II
| St Joseph's FC Gibraltar                                                  | 2 – 0   | KF Priștina                                                   |
| ------------------------------------------------------------------------- | ------- | ------------------------------------------------------------- |
| Torres 25' · Ferrer 45' · Villar 75' · Pecci 78' · Peña 80' · Piner 90+3' | Detalii | Bekteshi 14' 48' · Dallku 29' 48' · Miftaraj 73' · Khalid 74' |

| UE Engordany                                  | 2 – 1   | SP La Fiorita                                                |
| --------------------------------------------- | ------- | ------------------------------------------------------------ |
| Zugić 17' Laborda 38' Spano 66' Gasperoni 84' | Detalii | Hirsch 31' Bracaletti 32' Gasperoni 72' Coca 78' Righini 89' |

| Cardiff Metropolitan University FC | 2 – 1   | FC Progrès Niedercorn                                   |
| ---------------------------------- | ------- | ------------------------------------------------------- |
| Lam 3' Rees 43' 67' (pen)          | Detalii | Muratovic 16' Flauss 43' De Almeida 73' Skenderovic 79' |

| NSÍ Runavík | 0 – 0   | Ballymena United FC  |
| ----------- | ------- | -------------------- |
|             | Detalii | Lecky 45' Balmer 89' |

| Europa FC Gibraltar                                                     | 4 – 0   | UE Sant Julià                            |
| ----------------------------------------------------------------------- | ------- | ---------------------------------------- |
| Yahaya 17' Rosa 36' Gallardo 38' De Barr 48' Walker 78' Domínguez 90+4' | Detalii | Jonny 61' 83' · Mango 77' · Vasile 82' · |

| Cliftonville F&AC                                                | 4 – 0   | Barry Town United FC |
| ---------------------------------------------------------------- | ------- | -------------------- |
| McMenamin 25' Gormley 44' Bagnall 73' McDermott 82' Donnelly 84' | Detalii | Cotterill 58'        |

| SP Tre Fiori                                                | 0 – 4    | Klaksvíkar Ítróttarfelag                                                                   |
| ----------------------------------------------------------- | -------- | ------------------------------------------------------------------------------------------ |
| Righetti 28' Compagno 54' Mattia Costantini 62' Pestrin 84' | Detalii] | Bjartalíð 29' (pen) J. Johannesen 31' 33' P. Johannesen 45+2' Hadžibulić 61' Danielsen 75' |

## Calificări Q1
| Echipa 1                          | Total  | Echipa 2                          | Turul I | Turul II |
| --------------------------------- | ------ | --------------------------------- | ------- | -------- |
| St Joseph's FC Gibraltar          | 0 – 10 | Glasgow Rangers FC                | 0 – 4   | 0 – 6    |
| Gżira United FC                   | 3 – 3  | HNK Hajduk Split                  | 0 – 2   | 3 – 1    |
| CSKA Sofia                        | 4 – 0  | OFK Titograd                      | 4 – 0   | 0 – 0    |
| AS la Jeunesse d'Esch-sur-Alzette | 1 – 1  | FC Tobol Kostanay                 | 0 – 0   | 1 – 1    |
| Pyunik FA Erevan                  | 5 – 4  | FK Shkupi Čair                    | 3 – 3   | 2 – 1    |
| FC Ordabasî Shymkent              | 3 – 0  | FC Torpedo Kutaisi                | 1 – 0   | 2 – 0    |
| FK Ventspils                      | 3 – 1  | KS Teuta Durrës                   | 3 – 0   | 0 – 1    |
| Alașkert FC Erevan                | 6 – 1  | FK Makedonija Gorce Petrov Skopje | 3 – 1   | 3 – 0    |
| AEK Larnaca                       | 2 – 0  | CS Petrocub Hîncești              | 1 – 0   | 1 – 0    |
| JK Trans Narva                    | 1 – 6  | FK Budućnost Podgorica            | 0 – 2   | 1 – 4    |
| KF Laçi                           | 1 – 2  | Hapoel Be'er Sheva FC             | 1 – 1   | 0 – 1    |
| Sabail FK                         | 4 – 6  | CS „U” Craiova 1948               | 2 – 3   | 2 – 3    |
| FC Flora Tallinn                  | 4 – 2  | FK Radnički Niš                   | 2 – 0   | 2 – 2    |
| Kuopion Palloseura                | 3 – 1  | FC Vitebsk                        | 2 – 0   | 1 – 1    |
| Balzan FC                         | 3 – 5  | NK Domžale                        | 3 – 4   | 0 – 1    |
| FK Riteriai                       | 1 – 1  | Klaksvíkar Ítróttarfelag          | 1 – 1   | 0 – 0    |
| MFK Ružomberok                    | 0 – 4  | PFK Levski Sofia                  | 0 – 2   | 0 – 2    |
| FK Liepāja                        | 3 – 2  | FC Dinamo Minsk                   | 1 – 1   | 2 – 1    |
| FK Kauno Žalgiris                 | 0 – 6  | Apollon Limassol                  | 0 – 2   | 0 – 4    |
| FC Dinamo Tbilisi                 | 7 – 0  | UE Engordany                      | 6 – 0   | 1 – 0    |
| FK Radnik Bijeljina               | 2 – 2  | FC Spartak Trnava                 | 2 – 0   | 0 – 2    |
| FC Șahtior Soligorsk              | –      | Paola Hibernians FC               | 1 – 0   | 1 – 0    |
| CSF Speranța Nisporeni            | 0 – 9  | PFC Neftchi Baku                  | 0 – 3   | 0 – 6    |
| FK Akademija Pandev Strumica      | 0 – 6  | HŠK Zrinjski Mostar               | 0 – 3   | 0 – 3    |
| Molde FK                          | 7 – 1  | Knattspyrnufélag Reykjavíkur      | 7 – 1   | 0 – 0    |
| Brøndby IF                        | 4 – 3  | FC Inter Turku                    | 4 – 1   | 0 – 2    |
| Crusaders FC Belfast              | 5 – 2  | B36 Tórshavn                      | 2 – 0   | 3 – 2    |
| Debreceni VSC                     | 4 – 1  | FK Kukësi                         | 3 – 0   | 1 – 1    |
| Maccabi Haifa FC                  | 5 – 2  | NŠ Mura                           | 2 – 0   | 3 – 2    |
| SK Brann Bergen                   | 3 – 4  | Shamrock Rovers FC Dublin         | 2 – 2   | 1 – 2    |
| Malmö FF                          | 11 – 0 | Ballymena United FC               | 7 – 0   | 4 – 0    |
| CS Fola Esch-sur-Alzette          | 2 – 4  | FC Cihura Sacihere                | 1 – 2   | 1 – 2    |
| NK Olimpija Ljubljana             | 4 – 0  | FK Rīgas Futbola Skola            | 2 – 3   | 2 – 0    |
| Gap Connah's Quay FC              | 3 – 2  | Kilmarnock FC                     | 1 – 2   | 2 – 0    |
| FK DAC 1904 Dunajská Streda       | 3 – 3  | MKS Cracovia                      | 1 – 1   | 2 – 2    |
| FK Zeta Golubovci                 | 1 – 5  | MOL Fehérvár FC                   | 1 – 5   | 0 – 0    |
| FC „FCSB” București               | 4 – 1  | FC Milsami Orhei                  | 2 – 0   | 2 – 1    |
| FK Čukarički Belgrad              | 8 – 0  | FC Banants Erevan                 | 3 – 0   | 5 – 0    |
| Europa FC Gibraltar               | 0 – 3  | KP Legia Varșovia                 | 0 – 0   | 0 – 3    |
| Aberdeen FC                       | 4 – 2  | Rovaniemen Palloseura             | 2 – 1   | 2 – 1    |
| St Patrick's Athletic FC          | 1 – 4  | IFK Norrköping                    | 0 – 2   | 1 – 2    |
| Cliftonville F&AC                 | 1 – 6  | FK Haugesund                      | 0 – 1   | 1 – 5    |
| Cork City FC                      | 2 – 3  | FC Progrès Niedercorn             | 0 – 2   | 2 – 1    |
| NK Široki Brijeg                  | 2 – 4  | FC Kairat Almatî                  | 1 – 2   | 1 – 2    |
| Budapest Honvéd FC                | 4 – 2  | FK Žalgiris Vilnius               | 3 – 1   | 1 – 1    |
| Ungmennafélag Stjarnan Garðabær   | 4 – 4  | FCI Levadia Tallinn               | 2 – 1   | 2 – 3    |
| Breiðablik UBK                    | 1 – 2  | FC Vaduz                          | 0 – 0   | 1 – 2    |

### Turul I
| St Joseph's FC Gibraltar          | 0 – 4   | Glasgow Rangers FC                                       |
| --------------------------------- | ------- | -------------------------------------------------------- |
| Pecci 45+2' Guererro 47' Boro 59' | Detalii | Defoe 26' Jack 50' Ojo 56' 90+1' Goldson 68' Morelos 77' |

| Gżira United FC | 0 – 2   | HNK Hajduk Split                             |
| --------------- | ------- | -------------------------------------------- |
| 683             | Detalii | Gyurcsó 44' 44' Jurić 77' Dolček 90+5' 90+6' |

| CSKA Sofia                                          | 4 – 0   | OFK Titograd                          |
| --------------------------------------------------- | ------- | ------------------------------------- |
| da Silva 40' Rodrigues 53' Geferson 55' Malinov 72' | Detalii | Mamadou 32' Roganović 39' Đalović 45' |

| AS la Jeunesse d'Esch-sur-Alzette | 0 – 0   | FC Tobol Kostanay                               |
| --------------------------------- | ------- | ----------------------------------------------- |
|                                   | Detalii | Valiullin 30' Nurgaliev 41' Sebai 52' Žulpa 64' |

| Pyunik FA Erevan                                 | 3 – 3   | FK Shkupi Čair                                      |
| ------------------------------------------------ | ------- | --------------------------------------------------- |
| Vardanyan 4' (pen) Zhestokov 80' Manucharyan 85' | Detalii | Lamine 15' Bajrami 26', 60' Ilieski 43' Ismaili 58' |

| FC Ordabasî Shymkent                      | 1 – 0   | FC Torpedo Kutaisi         |
| ----------------------------------------- | ------- | -------------------------- |
| Zhangylyshbay 65' Erlanov 67' Diakate 84' | Detalii | Poniava 45+1' Nadaraia 46' |

| FK Ventspils                           | 3 – 0   | KS Teuta Durrës |
| -------------------------------------- | ------- | --------------- |
| Serhiychuk 5' Ulimbaševs 78' Tosin 88' | Detalii | Progni 33'      |

| Alașkert FC Erevan                                   | 3 – 1   | FK Makedonija Gorce Petrov Skopje        |
| ---------------------------------------------------- | ------- | ---------------------------------------- |
| Tankov 16' Ishkhanyan 31' Sekulić 66' 73' Bianor 82' | Detalii | Jašaroski 52' Lichina 70' Filipovski 80' |

| AEK Larnaca                              | 1 – 0   | CS Petrocub Hîncești                                                        |
| ---------------------------------------- | ------- | --------------------------------------------------------------------------- |
| Hevel 4' Trichkovski 52' Nacho Cases 88' | Detalii | Mudrac 32' Djou 34' Cojocari 49' Ndzomo 56' Taras 61' Bejan 67' Gulceac 90' |

| JK Trans Narva                 | 0 – 2   | FK Budućnost Podgorica           |
| ------------------------------ | ------- | -------------------------------- |
| Nesterovski 32' Zakarljuka 34' | Detalii | Ivanović 12' Bakić 30' Mijić 88' |

| KF Laçi                           | 1 – 1   | Hapoel Be'er Sheva FC                         |
| --------------------------------- | ------- | --------------------------------------------- |
| Nwabueze 3' Lushkja 63' Shehu 83' | Detalii | Sabag 22' Shamir 44' Hasselbaink 63' Levi 78' |

| Sabail FK                        | 2 – 3   | CS „U” Craiova 1948                      |
| -------------------------------- | ------- | ---------------------------------------- |
| Ramazanov 33', 82' 87' Erico 73' | Detalii | Martić 7' Mateiu 13' Bancu 51' Roman 67' |

| FC Flora Tallinn        | 2 – 0   | FK Radnički Niš |
| ----------------------- | ------- | --------------- |
| Lepik 75' Vassiljev 89' | Detalii | Đorđević 40'    |

| Kuopion Palloseura                   | 2 – 0   | FC Vitebsk                     |
| ------------------------------------ | ------- | ------------------------------ |
| Murillo 61' Rangel 65' 74' Thiaw 68' | Detalii | Maranhão 47' Starhorodskyi 59' |

| Balzan FC                                                                       | 3 – 4   | NK Domžale                                                           |
| ------------------------------------------------------------------------------- | ------- | -------------------------------------------------------------------- |
| Božović 3' Ricardo Correa 34' Ljubomirac 38' Effiong 56' Slivić 63' Bezzina 69' | Detalii | Ibričić 5' (pen) Dobrovoljc 44' Vuk 49' 71' Sikošek 61' Podlogar 76' |

| FK Riteriai       | 1 – 1   | Klaksvíkar Ítróttarfelag |
| ----------------- | ------- | ------------------------ |
| Borovskij 46' 77' | Detalii | Andreasen 56' 66'        |

| MFK Ružomberok        | 0 – 2   | PFK Levski Sofia                                                                |
| --------------------- | ------- | ------------------------------------------------------------------------------- |
| Takáč 35' Novotny 87' | Detalii | Mariani 36' Kargas 39' Goranov 45+1' Nuno Reis 50' Paulinho 51' 51' Milanov 58' |

| FK Liepāja                                           | 1 – 1   | FC Dinamo Minsk                   |
| ---------------------------------------------------- | ------- | --------------------------------- |
| Ikaunieks 12' (pen) Dodô 15' Tobers 60' Žuļevs 90+5' | Detalii | Chizh 18' Yahaya 49' Kaplenko 88' |

| FK Kauno Žalgiris                                 | 0 – 2   | Apollon Limassol                                          |
| ------------------------------------------------- | ------- | --------------------------------------------------------- |
| João Figueiredo 29' Šilkaitis 42' Galkevičius 74' | Detalii | Zelaya 6' 90' (pen) Pittas 8' João Pedro 47' Sachetti 61' |

| FC Dinamo Tbilisi                                                                | 6 – 0   | UE Engordany                                         |
| -------------------------------------------------------------------------------- | ------- | ---------------------------------------------------- |
| Ninua 6' Kukhianidze 21', 71' Kavtaradze 61' Kutalia 69' (pen) 71' Zaria 79' 80' | Detalii | Bouharma 5' Varela 66' Serra 71' Spano 75' Peppe 85' |

| FK Radnik Bijeljina                | 2 – 0   | FC Spartak Trnava                  |
| ---------------------------------- | ------- | ---------------------------------- |
| Mekić 34' Đurić 46' 83' Popara 54' | Detalii | Dangubić 36' Sobczyk 74' Lovat 83' |

| FC Șahtior Soligorsk | 1 – 0   | Paola Hibernians FC               |
| -------------------- | ------- | --------------------------------- |
| Gromyko 69'          | Detalii | Apap 39' Nanni 59' Kristensen 79' |

| CSF Speranța Nisporeni | 0 – 3   | PFC Neftchi Baku                                  |
| ---------------------- | ------- | ------------------------------------------------- |
| Tiehi 16'              | Detalii | Mahmudov 16' (pen) Joseph-Monrose 36' Hajiyev 76' |

| FK Akademija Pandev Strumica | 0 – 3   | HŠK Zrinjski Mostar                  |
| ---------------------------- | ------- | ------------------------------------ |
| Dimov 30' Stoilov 79'        | Detalii | Hadžić 12' Mandić 28' Govedarica 55' |

| Molde FK                                                               | 7 – 1   | Knattspyrnufélag Reykjavíkur |
| ---------------------------------------------------------------------- | ------- | ---------------------------- |
| James 7', 31', 41' Aursnes 29' Forren 63' Hussain 66' Omoijuanfo 90+3' | Detalii | Thomsen 71'                  |

| Brøndby IF                              | 4 – 1   | FC Inter Turku |
| --------------------------------------- | ------- | -------------- |
| Wilczek 4', 67' Tibbling 71' Fisker 78' | Detalii | Furuholm 20'   |

| Crusaders FC Belfast                                                                     | 2 – 0   | B36 Tórshavn                                  |
| ---------------------------------------------------------------------------------------- | ------- | --------------------------------------------- |
| Jordan Owens 2' Hegarty 30' 33' Ruddy 38' Caddell 42' Forsythe 56' Lowry 79' Burns 90+3' | Detalii | Nielsen 2' Næs 10' Cieślewicz 41' Eriksen 62' |

| Debreceni VSC            | 3 – 0   | FK Kukësi                                                                |
| ------------------------ | ------- | ------------------------------------------------------------------------ |
| Garba 54' Varga 77', 83' | Detalii | Cuculi 39' Frashëri 54' Limaj 66' Musolli 73' Teqja 74' Kitanovski 90+2' |

| Maccabi Haifa FC        | 2 – 0   | NŠ Mura   |
| ----------------------- | ------- | --------- |
| Ashkenazi 64' Awaed 68' | Detalii | Cipot 82' |

| SK Brann Bergen                     | 2 – 2   | Shamrock Rovers FC Dublin                    |
| ----------------------------------- | ------- | -------------------------------------------- |
| Teniste 12' Berisha 36' (pen) 90+3' | Detalii | Ordagić 34' Finn 49' Boyle 90+3' Lopes 90+4' |

| Malmö FF                                                       | 7 – 0   | Ballymena United FC    |
| -------------------------------------------------------------- | ------- | ---------------------- |
| Rosenberg 31', 33', 48' Rakip 44', 74' Brorsson 46' Molins 54' | Detalii | Balmer 82' Friel 90+2' |

| CS Fola Esch-sur-Alzette       | 1 – 2   | FC Cihura Sacihere                                                                  |
| ------------------------------ | ------- | ----------------------------------------------------------------------------------- |
| Sinani 22' (pen) 87' Seydi 67' | Detalii | Chikvaidze 1' Dekanoidze 54' Ardazishvili 58' Sardalishvili 59' Koripadze 86' (pen) |

| NK Olimpija Ljubljana                                              | 2 – 3   | FK Rīgas Futbola Skola                                                      |
| ------------------------------------------------------------------ | ------- | --------------------------------------------------------------------------- |
| Çekiçi 18' Putinčanin 23' Šme 52' Suljić 60' Boakye 81' Menalo 90' | Detalii | Savaļnieks 40' Lemajić 52' (pen) Blagojević 54' Kļuškins 88' Vukmanić 90+3' |

| Gap Connah's Quay FC                      | 1 – 2   | Kilmarnock FC            |
| ----------------------------------------- | ------- | ------------------------ |
| Roberts 21' Owen 60' Taylor 75' Wilde 85' | Detalii | Brophy 82' Findlay 90+2' |

| FK DAC 1904 Dunajská Streda         | 1 – 1   | MKS Cracovia            |
| ----------------------------------- | ------- | ----------------------- |
| Kružliak 22' Davis 31' Divković 44' | Detalii | Pestka 10' Kružliak 40' |

| FK Zeta Golubovci          | 1 – 5   | MOL Fehérvár FC                                                  |
| -------------------------- | ------- | ---------------------------------------------------------------- |
| Goranović 17' Ceklić 90+2' | Detalii | Négo 3', 12', 23' Pátkai 59' Nikolov 64' Juhász 86' Huszti 90+3' |

| FC „FCSB” București             | 2 – 0   | FC Milsami Orhei                   |
| ------------------------------- | ------- | ---------------------------------- |
| Tănase 12', 56' · Filip 64' 72' | Detalii | Plătică 33' Crăciun 58' Jardan 69' |

| FK Čukarički Belgrad                         | 3 – 0   | FC Banants Erevan                                               |
| -------------------------------------------- | ------- | --------------------------------------------------------------- |
| Kovač 20' 80' Tedić 43', 90+2' Bogosavac 86' | Detalii | Camara 42' Ayvazyan 62' Voskanyan 86' Kpodo 86' Bareghamyan 89' |

| Europa FC Gibraltar    | 0 – 0   | KP Legia Varșovia |
| ---------------------- | ------- | ----------------- |
| Salazar 62' Yahaya 82' | Detalii |                   |

| Aberdeen FC                 | 2 – 1   | Rovaniemen Palloseura                        |
| --------------------------- | ------- | -------------------------------------------- |
| McGinn 36' Cosgrove 40' 48' | Detalii | Llamas 19' Katz 25' Sissoko 73' Jäntti 90+3' |

| St Patrick's Athletic FC | 0 – 2   | IFK Norrköping                                |
| ------------------------ | ------- | --------------------------------------------- |
| Lennon 13'               | Detalii | Larsen 24' Thern 55' Fransson 63' Desmond 85' |

| Cliftonville F&AC                    | 0 – 1   | FK Haugesund                                           |
| ------------------------------------ | ------- | ------------------------------------------------------ |
| Donnelly 37' Breen 76' McMenamin 86' | Detalii | Koné 24' · Grindheim 42' · Sandberg 54' · Kallevåg 79' |

| Cork City FC                       | 0 – 2   | FC Progrès Niedercorn                           |
| ---------------------------------- | ------- | ----------------------------------------------- |
| Sheppard 25' Casey 52' Buckley 59' | Detalii | Muratovic 11' Hall 19' De Almeida 21' Thill 82' |

| NK Široki Brijeg                            | 1 – 2   | FC Kairat Almatî                                                         |
| ------------------------------------------- | ------- | ------------------------------------------------------------------------ |
| Yenin 34' Bagarić 57' Kovačić 59' Marić 70' | Detalii | Akhmetov 6' Abiken 26' Eseola 29', 58' Orazov 49' Zhukov 54' Kosović 71' |

| Budapest Honvéd FC                                      | 3 – 1   | FK Žalgiris Vilnius          |
| ------------------------------------------------------- | ------- | ---------------------------- |
| Banó-Szabó 32' N'Gog 55' Gazdag 62' 69' (pen) Kukoč 74' | Detalii | Kiš 5' Tomić 84' Uzėla 90+2' |

| Ungmennafélag Stjarnan Garðabær                | 2 – 1   | FCI Levadia Tallinn                      |
| ---------------------------------------------- | ------- | ---------------------------------------- |
| Ragnarsson 15', 74' Halldórsson 64' Laxdal 87' | Detalii | Podholjuzin 36' Lepmets 63' Andreyev 79' |

| Breiðablik UBK             | 0 – 0   | FC Vaduz                  |
| -------------------------- | ------- | ------------------------- |
| Yeoman 30' Margeirsson 37' | Detalii | Simani 40' Antoniazzi 53' |

### Turul II
| FC Banants Erevan                               | 0 – 5   | FK Čukarički Belgrad                                                     |
| ----------------------------------------------- | ------- | ------------------------------------------------------------------------ |
| Ayvazyan 43' Kpodo 74' Dashyan 83' Kobzar 90+3' | Detalii | Stojanović 3', 75' (pen) Tedić 31' Luković 49' Šapić 58' Birmančević 71' |

FK Čukarički Belgrad s-a calificat cu scorul general 8–0.
| Klaksvíkar Ítróttarfelag                                 | 0 – 0   | FK Riteriai                                   |
| -------------------------------------------------------- | ------- | --------------------------------------------- |
| Došljak 20' Sandmæl 58' Simonsen 63' P. Johannesen 90+4' | Detalii | Kazlauskas 36' Jeriomenko 50' Šveikauskas 79' |

La scorul general 1–1, Klaksvíkar Ítróttarfelag s-a calificat datorită numărului mai mare de goluri marcate în deplasare.
| OFK Titograd | 0 – 0   | CSKA Sofia                 |
| ------------ | ------- | -------------------------- |
| Banović 34'  | Detalii | Mitkov 68' Rúben Pinto 90' |

CSKA Sofia s-a calificat cu scorul general 4–0.
| FC Cihura Sacihere                                                           | 2 – 1   | CS Fola Esch-sur-Alzette                          |
| ---------------------------------------------------------------------------- | ------- | ------------------------------------------------- |
| Ardazishvili 25' Koripadze 31' Kashia 73' Sardalishvili 73' Mamasakhlisi 89' | Detalii | Muharemovi 32' · Bernard 45+1' · Sinani 89' (pen) |

FC Cihura Sacihere s-a calificat cu scorul general 4–2.
| FC Tobol Kostanay                      | 1 – 1   | AS la Jeunesse d'Esch-sur-Alzette            |
| -------------------------------------- | ------- | -------------------------------------------- |
| Meddour 22' Nurgaliev 29' Turysbek 65' | Detalii | Arslan 59' (pen) 71' Moreira 85' Fiorani 90' |

La scorul general 1–1, AS la Jeunesse d'Esch-sur-Alzette s-a calificat datorită numărului mai mare de goluri marcate în deplasare.
| FC Kairat Almatî                                         | 2 – 1   | NK Široki Brijeg                  |
| -------------------------------------------------------- | ------- | --------------------------------- |
| Suyumbayev 42' Kuat 80' 90+3' Mikanović 88' Orazov 90+1' | Detalii | Kovačić 35' Bagarić 80' 90' (pen) |

FC Kairat Almatî s-a calificat cu scorul general 4–2.
| FK Makedonija Gorce Petrov Skopje | 0 – 3   | Alașkert FC Erevan                           |
| --------------------------------- | ------- | -------------------------------------------- |
| Benjamin Demir 75'                | Detalii | Nenadović 21' Tiago Galvão 68' Voskanyan 74' |

Alașkert FC Erevan s-a calificat cu scorul general 6–1.
| KS Teuta Durrës                  | 1 – 0   | FK Ventspils             |
| -------------------------------- | ------- | ------------------------ |
| Sidibe 11' Kallaku 48' Arapi 77' | Detalii | Batista 26' Kazačoks 51' |

FK Ventspils s-a calificat cu scorul general 3–1.
| FC Inter Turku                      | 2 – 0   | Brøndby IF                    |
| ----------------------------------- | ------- | ----------------------------- |
| Markkula 52' Valenčič 56' Muñiz 77' | Detalii | Jung 2' Fisker 75' Kaiser 90' |

Brøndby IF s-a calificat cu scorul general 4–3.
| FCI Levadia Tallinn                                                                      | 3 – 2 (d.p.) | Ungmennafélag Stjarnan Garðabær                                                   |
| ---------------------------------------------------------------------------------------- | ------------ | --------------------------------------------------------------------------------- |
| Osipov 17', 89' 75' Morelli 26' Andreyev 68' Moreno 100' Kruglov 105' (pen) Lepmets 108' | Detalii      | Ragnarsson 25' Rauschenberg 43' Hafsteinsson 52' Héðinsson 115' Gudjónsson 120+2' |

La scorul general 4–4, Ungmennafélag Stjarnan Garðabær s-a calificat datorită numărului mai mare de goluri marcate în deplasare.
| CS „U” Craiova 1948                  | 3 – 2   | Sabail FK                                    |
| ------------------------------------ | ------- | -------------------------------------------- |
| Cicâldău 28' Vătăjelu 54' Fortes 90' | Detalii | Ramazanov 67' 85' Duventru 69' Yunuszade 79' |

CS „U” Craiova 1948 s-a calificat cu scorul general 6–4.
| Rovaniemen Palloseura | 1 – 2   | Aberdeen FC                                        |
| --------------------- | ------- | -------------------------------------------------- |
| Kada 2' Kokko 30'     | Detalii | Cosgrove 27' Campbell 75' Logan 88' Ferguson 90+4' |

Aberdeen FC s-a calificat cu scorul general 4–2.
| FK Rīgas Futbola Skola                               | 0 – 2   | NK Olimpija Ljubljana               |
| ---------------------------------------------------- | ------- | ----------------------------------- |
| Vukmanić 36' Šimkovič 75' Ikstens 82' Savaļnieks 89' | Detalii | Menalo 45' Çekiçi 45+1' Savić 90+2' |

NK Olimpija Ljubljana s-a calificat cu scorul general 4–3.
| FC Dinamo Minsk | 1 – 2   | FK Liepāja                                      |
| --------------- | ------- | ----------------------------------------------- |
| Raļkevičs 90+1' | Detalii | Spătaru 10' Strumia 38' Friday 44' Dodô 60' 70' |

FK Liepāja s-a calificat cu scorul general 3–2.
| PFK Levski Sofia           | 2 – 0   | MFK Ružomberok                |
| -------------------------- | ------- | ----------------------------- |
| Mariani 33' 37' Alar 90+2' | Detalii | Gál-Andrezly 50' Twardzik 66' |

PFK Levski Sofia s-a calificat cu scorul general 4–0.
| FC Vaduz                                            | 2 – 1   | Breiðablik UBK                    |
| --------------------------------------------------- | ------- | --------------------------------- |
| Coulibaly 57' Simani 64' Schwizer 79' 84' Cicek 81' | Detalii | Eyjólfsson 85' Gunnlaugsson 90+3' |

FC Vaduz s-a calificat cu scorul general 2–1.
| Apollon Limassol                           | 4 – 0   | FK Kauno Žalgiris             |
| ------------------------------------------ | ------- | ----------------------------- |
| Zelaya 5', 43' (pen), 60' (pen) Szalai 83' | Detalii | Rudinilson 58' Figueiredo 63' |

Apollon Limassol s-a calificat cu scorul general 6–0.
| FK Haugesund                                    | 5 – 1   | Cliftonville F&AC                                                       |
| ----------------------------------------------- | ------- | ----------------------------------------------------------------------- |
| Velde 5', 68' Sandberg 36' Koné 45+1' Leite 52' | Detalii | Ives 9' McMenamin 17' Bagnall 25' McDermott 45' Donnelly 80' Wilson 85' |

FK Haugesund s-a calificat cu scorul general 6–1.
| CS Petrocub Hîncești | 0 – 1   | AEK Larnaca                      |
| -------------------- | ------- | -------------------------------- |
| Djou 30' Mudrac 89'  | Detalii | Nacho Cases 31' Potîrniche 90+2' |

AEK Larnaca s-a calificat cu scorul general 2–0.
| FC Torpedo Kutaisi                            | 0 – 2   | FC Ordabasî Shymkent          |
| --------------------------------------------- | ------- | ----------------------------- |
| Tsintsadze 22' Tsitskishvili 62' Chogadze 89' | Detalii | Mehanović 81' Badibanga 90+4' |

FC Ordabasî Shymkent s-a calificat cu scorul general 3–0.
| HŠK Zrinjski Mostar                                                                     | 3 – 0   | FK Akademija Pandev Strumica |
| --------------------------------------------------------------------------------------- | ------- | ---------------------------- |
| Mandić 50' 82' Ćurjurić 52' Jakovljević 69' Govedarica 78' Rugašević 89' Gojković 90+2' | Detalii | Manevski 30'                 |

HŠK Zrinjski Mostar s-a calificat cu scorul general 6–0.
| FK Žalgiris Vilnius               | 1 – 1   | Budapest Honvéd FC                              |
| --------------------------------- | ------- | ----------------------------------------------- |
| Pérez 10' Antal 18' Baravykas 61' | Detalii | Kukoč 20' Kálnoki-Kis 49' Kamber 62' Gazdag 73' |

Budapest Honvéd FC s-a calificat cu scorul general 4–2.
| FC Milsami Orhei                                         | 1 – 2   | FC „FCSB” București                      |
| -------------------------------------------------------- | ------- | ---------------------------------------- |
| Stînă 15' Bolohan 47' Crăciun 56' Andronic 62' Onică 75' | Detalii | Dumitru 4' Oaidă 42' Nedelcu 50' Ion 85' |

FC „FCSB” București s-a calificat cu scorul general 4–1.
| PFC Neftchi Baku                                                                      | 6 – 0   | CSF Speranța Nisporeni |
| ------------------------------------------------------------------------------------- | ------- | ---------------------- |
| Platellas 18', 40' Mahmudov 24' (pen) Frederico 42' Joseph-Monrose 67' Zulfugarli 78' | Detalii | Ponce 25' Efros 45+1'  |

PFC Neftchi Baku s-a calificat cu scorul general 7–1.
| MKS Cracovia                          | 2 – 2 (d.p.) | FK DAC 1904 Dunajská Streda                                                                            |
| ------------------------------------- | ------------ | --- |
| Lopes 2' Jablonský 9' Piszczek 120+2' | Detalii      | Čmelík 5' Koštrna 14' Ronan 47' Davis 90+2' Ramírez 94' Beskorovainyi 105' Kalmár 105' Blackman 120+2' |

La scorul general 3–3, FK DAC 1904 Dunajská Streda s-a calificat datorită numărului mai mare de goluri marcate în deplasare.
| Hapoel Be'er Sheva FC             | 1 – 0   | KF Laçi                |
| --------------------------------- | ------- | ---------------------- |
| Bitton 23' Goldberg 54' Sabag 69' | Detalii | Domgjoni 42' Shehu 81' |

Hapoel Be'er Sheva FC s-a calificat cu scorul general 2–1.
| UE Engordany        | 0 – 1   | FC Dinamo Tbilisi |
| ------------------- | ------- | ----------------- |
| Spano 69' Ferré 71' | Detalii | Medioub 81'       |

FC Dinamo Tbilisi s-a calificat cu scorul general 7–0.
| FC Progrès Niedercorn      | 1 – 2   | Cork City FC                           |
| -------------------------- | ------- | -------------------------------------- |
| Silaj 5' Bah 68' Vogel 86' | Detalii | Buckley 3' 15' McCarthy 47' Hurley 63' |

FC Progrès Niedercorn s-a calificat cu scorul general 3–2.
| HNK Hajduk Split | 1 – 3   | Gżira United FC                                                    |
| ---------------- | ------- | ------------------------------------------------------------------ |
| Jradi 7'         | Detalii | Corbalan 30' Jefferson 57' Koné 69', 90+6' Barbosa 80' Conti 90+2' |

La scorul general 3–3, Gżira United FC s-a calificat datorită numărului mai mare de goluri marcate în deplasare.
| MOL Fehérvár FC | 0 – 0   | FK Zeta Golubovci                               |
| --------------- | ------- | ----------------------------------------------- |
| Juhász 66'      | Detalii | Milojko 34' · Vukčević 45' 74' · Krstović 90+4' |

MOL Fehérvár FC s-a calificat cu scorul general 5–1.
| IFK Norrköping                                             | 2 – 1   | St Patrick's Athletic FC                                   |
| ---------------------------------------------------------- | ------- | ---------------------------------------------------------- |
| Larsson 36' Lauritsen 37' Filip Dagerstål 73' Holmberg 85' | Detalii | Clifford 41' 72' · Webster 54' · Kelly 73' 90' · Toner 75' |

IFK Norrköping s-a calificat cu scorul general 4–1.
| NŠ Mura                           | 2 – 3   | Maccabi Haifa FC                      |
| --------------------------------- | ------- | ------------------------------------- |
| Bobičanec 6' Maroša 73' Šporn 81' | Detalii | Awaed 31' Ashkenazi 35', 76' Shua 86' |

Maccabi Haifa FC s-a calificat cu scorul general 5–2.
| B36 Tórshavn                 | 2 – 3   | Crusaders FC Belfast                                            |
| ---------------------------- | ------- | --------------------------------------------------------------- |
| Samuelsen 37' Cieślewicz 51' | Detalii | Forsythe 3' 78' Hegarty 5' Heatley 28', 68' 90+3' O'Neill 45+1' |

Crusaders FC Belfast s-a calificat cu scorul general 5–2.
| FK Kukësi                                                 | 1 – 1   | Debreceni VSC           |
| --------------------------------------------------------- | ------- | ----------------------- |
| Ethemi 17' Limaj 19' Teqja 19' Shkurti 31' Kitanovski 42' | Detalii | Tőzsér 45' Szatmári 58' |

Debreceni VSC s-a calificat cu scorul general 4–1.
| Paola Hibernians FC      | 0 – 1   | FC Șahtior Soligorsk                       |
| ------------------------ | ------- | ------------------------------------------ |
| Mbong 15' · Apap 37' 73' | Detalii | Selyava 33' · Bakaj 58' · Tatarkov 65' 90' |

FC Șahtior Soligorsk s-a calificat cu scorul general 2–0.
| FK Shkupi Čair                                           | 1 – 2   | Pyunik FA Erevan                                                                             |
| -------------------------------------------------------- | ------- | -------------------------------------------------------------------------------------------- |
| Adili 34' · Bajrami 70' · Jurina 82' · da luz Junior 85' | Detalii | Yedigaryan 7' Simonyan 9' Miranyan 31' Shevchuk 44' Marku 79' Zhestokov 85' Dragojević 90+5' |

Pyunik FA Erevan s-a calificat cu scorul general 5–4.
| FC Vitebsk                                                    | 1 – 1   | Kuopion Palloseura |
| ------------------------------------------------------------- | ------- | ------------------ |
| Starhorodskyi 27' Oleh Karamushka 48' Khubutia 60' Skitaw 80' | Detalii | Diallo 53'         |

Kuopion Palloseura s-a calificat cu scorul general 3–1.
| Glasgow Rangers FC                                            | 6 – 0   | St Joseph's FC Gibraltar |
| ------------------------------------------------------------- | ------- | ------------------------ |
| Aribo 3' Morelos 45+1', 57', 66' Defoe 77', 86' Goldson 90+3' | Detalii | Mauri 31' Boro 90+3'     |

Glasgow Rangers FC s-a calificat cu scorul general 10–0.
| FC Spartak Trnava | 2 – 0 (d.p.) | FK Radnik Bijeljina                                          |
| --- | ------------ | ------------------------------------------------------------ |
| Sobczyk 10' · Halilović 11' · Mitrea 22' 108' · Záhumenský 27' · Mesík 58' · Mihálek 87' 105' · Tešija 96' · Rusov 121' | Detalii      | Radović 50' Simonović 69' Peco 71' Plavšić 105+2' Kozić 123' |
| Tešija · Sobczyk · Záhumenský · Lovat · Jakúbek                                                                         | 3 - 2        | Merajić · Motika · Mekić · Plavšić · Popara                  |

La scorul general 2–2, FC Spartak Trnava s-a calificat în urma loviturilor de departajare.
| NK Domžale           | 1 – 0   | Balzan FC                                                    |
| -------------------- | ------- | ------------------------------------------------------------ |
| Vuk 21' Podlogar 79' | Detalii | Ljubomirac 33' Aleksandar Kosorić 41' Pisani 73' Božović 75' |

NK Domžale s-a calificat cu scorul general 5–3.
| FK Budućnost Podgorica                                | 4 – 1   | JK Trans Narva                           |
| ----------------------------------------------------- | ------- | ---------------------------------------- |
| Vučić 2' Mijić 27' Bakić 49' Perović 56' Zarubica 78' | Detalii | Golovljov 39' Plotnikov 70' Poliakov 77' |

FK Budućnost Podgorica s-a calificat cu scorul general 6–1.
| Ballymena United FC     | 0 – 4   | Malmö FF                                                        |
| ----------------------- | ------- | --------------------------------------------------------------- |
| Friel 90+2' Mayse 90+4' | Detalii | Safari 27' Molins 52' Gall 55' 79' (pen) Rakip 68' Innocent 89' |

Malmö FF s-a calificat cu scorul general 11–0.
| Kilmarnock FC              | 0 – 2   | Gap Connah's Quay FC                                                                      |
| -------------------------- | ------- | ----------------------------------------------------------------------------------------- |
| McKenzie 65' · Findlay 79' | Detalii | Disney 34' · Wignall 50' 74' 85' · Wilde 60' · Holmes 78' · Morris 80' (pen) · Insall 83' |

Gap Connah's Quay FC s-a calificat cu scorul general 3–2.
| FK Radnički Niš              | 2 – 2   | FC Flora Tallinn                             |
| ---------------------------- | ------- | -------------------------------------------- |
| Mihajlović 68' Čumić 84' 89' | Detalii | Kuusk 52' Pürg 80' Järvelaid 89' Lepik 90+3' |

FC Flora Tallinn s-a calificat cu scorul general 4–2.
| KP Legia Varșovia                                    | 3 – 0   | Europa FC Gibraltar    |
| ---------------------------------------------------- | ------- | ---------------------- |
| Carlitos 7', 60' Kulenović 13' Rémy 17' Wieteska 88' | Detalii | Sánchez 53' · Rosa 82' |

KP Legia Varșovia s-a calificat cu scorul general 3–0.
| Shamrock Rovers FC Dublin                   | 2 – 1   | SK Brann Bergen |
| ------------------------------------------- | ------- | --------------- |
| Byrne 76' Boyle 84' O'Neill 87' Grace 90+1' | Detalii | Bamba 57'       |

Shamrock Rovers FC Dublin s-a calificat cu scorul general 4–3.
| Knattspyrnufélag Reykjavíkur | 0 – 0   | Molde FK     |
| ---------------------------- | ------- | ------------ |
| Thórdarson 81'               | Detalii | Hestad 90+2' |

Shamrock Rovers FC Dublin s-a calificat cu scorul general 7–1.

## Calificări Q2
| Echipa 1                          | Total  | Echipa 2                        | Turul I | Turul II |
| --------------------------------- | ------ | ------------------------------- | ------- | -------- |
| FC Ararat-Armenia Erevan          | 4 – 1  | Lincoln Red Imps FC             | 2 – 0   | 2 – 1    |
| HB Tórshavn                       | 2 – 3  | Linfield FC Belfast             | 2 – 2   | 0 – 1    |
| KF Shkëndija Tetovo               | 2 – 3  | F91 Dudelange                   | 1 – 2   | 1 – 1    |
| FC Santa Coloma                   | 1 – 4  | Astana FC                       | 0 – 0   | 1 – 4    |
| SP Tre Penne                      | 0 – 10 | FK Sūduva Marijampolė           | 0 – 5   | 0 – 5    |
| ŠK Slovan Bratislava              | 4 – 1  | KF Feronikeli Drenas            | 2 – 1   | 2 – 0    |
| Pyunik FA Erevan                  | 2 – 1  | FK Jablonec                     | 2 – 1   | 0 – 0    |
| FK Ventspils                      | 6 – 2  | Gżira United FC                 | 4 – 0   | 2 – 2    |
| FK Qäbälä                         | 0 – 5  | FC Dinamo Tbilisi               | 0 – 2   | 0 – 3    |
| FK Partizani Tirana               | 1 – 2  | FC Sheriff Tiraspol             | 0 – 1   | 1 – 1    |
| AEK Larnaca                       | 7 – 0  | PFK Levski Sofia                | 3 – 0   | 4 – 0    |
| FC Utrecht                        | 2 – 3  | HŠK Zrinjski Mostar             | 1 – 1   | 1 – 2    |
| FC Cihura Sacihere                | 1 – 6  | Aberdeen FC                     | 1 – 1   | 0 – 5    |
| Budapest Honvéd FC                | 0 – 0  | CS „U” Craiova 1948             | 0 – 0   | 0 – 0    |
| FK Haugesund                      | 3 – 2  | SK Sturm Graz                   | 2 – 0   | 1 – 2    |
| KS Lechia Gdańsk                  | 3 – 5  | Brøndby IF                      | 2 – 1   | 1 – 4    |
| Molde FK                          | 3 – 1  | FK Čukarički Belgrad            | 0 – 0   | 3 – 1    |
| PFK Arsenal Tula                  | 0 – 4  | PFC Neftchi Baku                | 0 – 1   | 0 – 3    |
| Yeni Malatyaspor SK               | 3 – 2  | NK Olimpija Ljubljana           | 2 – 2   | 1 – 0    |
| FK Mladá Boleslav                 | 4 – 3  | FC Ordabasî Shymkent            | 1 – 1   | 3 – 2    |
| FC Flora Tallinn                  | 2 – 4  | Eintracht Frankfurt             | 1 – 2   | 1 – 2    |
| Alașkert FC Erevan                | 3 – 5  | FC „FCSB” București             | 0 – 3   | 3 – 2    |
| FC Șahtior Soligorsk              | 2 – 0  | Esbjerg fB                      | 2 – 0   | 0 – 0    |
| CSKA Sofia                        | 1 – 1  | NK Osijek                       | 1 – 0   | 0 – 1    |
| Hapoel Be'er Sheva FC             | 3 – 1  | FC Kairat Almatî                | 2 – 0   | 1 – 1    |
| PFK Lokomotiv Plovdiv             | 3 – 3  | FC Spartak Trnava               | 2 – 0   | 1 – 3    |
| Gap Connah's Quay FC              | 0 – 4  | FK Partizan Belgrad             | 0 – 1   | 0 – 3    |
| GKS Piast Gliwice                 | 4 – 4  | Riga FC                         | 3 – 2   | 1 – 2    |
| IFK Norrköping                    | 3 – 0  | FK Liepāja                      | 2 – 0   | 1 – 0    |
| MOL Fehérvár FC                   | 1 – 2  | FC Vaduz                        | 1 – 0   | 0 – 2    |
| FC Luzern                         | 2 – 0  | Klaksvíkar Ítróttarfelag        | 1 – 0   | 1 – 0    |
| KAA Gent                          | 7 – 5  | FC Viitorul Constanța           | 6 – 3   | 1 – 2    |
| FK DAC 1904 Dunajská Streda       | 3 – 5  | APS Atromitos Atena 1923 FC     | 1 – 2   | 2 – 3    |
| PAE Aris Salonic                  | 1 – 0  | AEL Limassol                    | 0 – 0   | 1 – 0    |
| AS la Jeunesse d'Esch-sur-Alzette | 0 – 5  | Vitória SC Guimarães            | 0 – 1   | 0 – 4    |
| Alkmaar Zaanstreek NV             | 3 – 1  | BK Häcken                       | 0 – 1   | 3 – 0    |
| NK Domžale                        | 2 – 4  | BK Häcken                       | 0 – 1   | 2 – 3    |
| Glasgow Rangers FC                | 2 – 0  | FC Progrès Niedercorn           | 2 – 0   | 0 – 0    |
| FK Budućnost Podgorica            | 1 – 4  | FK Zarea Luhansk                | 1 – 3   | 0 – 1    |
| RC Strasbourg                     | 4 – 3  | Maccabi Haifa FC                | 3 – 1   | 1 – 2    |
| Wolverhampton Wanderers FC        | 6 – 1  | Crusaders FC Belfast            | 2 – 0   | 4 – 1    |
| KF Valur Reykjavík                | 1 – 4  | PFK Ludogoreț Razgrad           | 1 – 1   | 0 – 4    |
| Torino FC                         | 7 – 1  | Debreceni VSC                   | 3 – 0   | 4 – 1    |
| KP Legia Varșovia                 | 1 – 0  | Kuopion Palloseura              | 1 – 0   | 0 – 0    |
| RCD Espanyol Barcelona            | 7 – 1  | Ungmennafélag Stjarnan Garðabær | 4 – 0   | 3 – 1    |
| Shamrock Rovers FC Dublin         | 3 – 4  | Apollon Limassol                | 2 – 1   | 1 – 3    |

### Turul I
| FC Ararat-Armenia Erevan                                  | 2 – 0   | Lincoln Red Imps FC                            |
| --------------------------------------------------------- | ------- | ---------------------------------------------- |
| Kobyalko 31' Avetisyan 45+1' Kódjo 45+2' Ambartsumyan 71' | Detalii | R. Chipolina 27' · Borja Gil 45+1' · Pérez 49' |

| HB Tórshavn                                                | 2 – 2   | Linfield FC Belfast      |
| ---------------------------------------------------------- | ------- | ------------------------ |
| Egilsson 33' Justinussen 37' (pen) Askham 88' Petersen 89' | Detalii | Waterworth 2', 88' (pen) |

| KF Shkëndija Tetovo                               | 1 – 2   | F91 Dudelange                                                       |
| ------------------------------------------------- | ------- | ------------------------------------------------------------------- |
| Ibraimi 7' (pen) Radeski 62' Mici 66' Redjepi 68' | Detalii | Bettaieb 64' Sinani 68' (pen) Bouchouari 75' Kips 90+1' Pokar 90+4' |

| FC Santa Coloma                                                   | 0 – 0   | Astana FC    |
| ----------------------------------------------------------------- | ------- | ------------ |
| San Nicolás 75' Chus Rubio 82' Rebés 82' Miranda 85' Casals 90+1' | Detalii | Mayewski 75' |

| SP Tre Penne     | 0 – 5   | FK Sūduva Marijampolė                                                                              |
| ---------------- | ------- | -------------------------------------------------------------------------------------------------- |
| Genestreti 90+3' | Detalii | Matulevičius 10' Topčagić 20' Švrljuga 30' 66' Jankauskas 79' Tadić 81' Ricketts 90+1' Kerla 90+2' |

| ŠK Slovan Bratislava                         | 2 – 1   | KF Feronikeli Drenas               |
| -------------------------------------------- | ------- | ---------------------------------- |
| Nono 9' Holman 45+1' Ljubičić 59' Šporar 61' | Detalii | Dabiqaj 55' Hoti 62' 67' Malaj 78' |

| Pyunik FA Erevan                         | 2 – 1   | FK Jablonec              |
| ---------------------------------------- | ------- | ------------------------ |
| Miranyan 6', 30' Marku 25' Zhestokov 68' | Detalii | Doležal 53' Acosta 90+3' |

| FK Ventspils                                                          | 4 – 0   | Gżira United FC                                              |
| --------------------------------------------------------------------- | ------- | ------------------------------------------------------------ |
| Mchedlishvili 31' Svarups 41' Batista 50' Stuglis 83' Aiyegun 87' 88' | Detalii | Corbalan 25' Jefferson 35' Soares 64' Barbosa 70' Muscat 86' |

| FK Qäbälä                                                                 | 0 – 2   | FC Dinamo Tbilisi                                                               |
| ------------------------------------------------------------------------- | ------- | ------------------------------------------------------------------------------- |
| Lopez 5' Baúque 6' Gigauri 39' Ramaldanov 45+2' Volkovi 58' Kouakou 90+1' | Detalii | Kutalia 41' 62' Kavtaradze 45+2' Shengelia 60' Papava 66' Kardava 74' Daffé 87' |

| FK Partizani Tirana | 0 – 1   | FC Sheriff Tiraspol                              |
| ------------------- | ------- | ------------------------------------------------ |
| Ibrahimi 19'        | Detalii | Tambe 23' 58' N'Diaye 36' Anton 47' Balima 90+7' |

| AEK Larnaca                                   | 3 – 0   | PFK Levski Sofia                                            |
| --------------------------------------------- | ------- | ----------------------------------------------------------- |
| Acorán 27' Giannou 67' Raúl 70' Hevel 75' 76' | Detalii | Kargas 26' · Milanov 35' 45+2' · Ivanov 40' · Nuno Reis 63' |

| FC Utrecht                 | 1 – 1   | HŠK Zrinjski Mostar        |
| -------------------------- | ------- | -------------------------- |
| Kerk 51' 61' Klaiber 90+3' | Detalii | Govedarica 34' Brkić 90+2' |

| FC Cihura Sacihere                                              | 1 – 1   | Aberdeen FC                   |
| --------------------------------------------------------------- | ------- | ----------------------------- |
| Lekvtadze 9' Ergemlidze 21' Koripadze 41' (pen) Maisashvili 67' | Detalii | Taylor 14' Cosgrove 68' (pen) |

| Budapest Honvéd FC                   | 0 – 0   | CS „U” Craiova 1948                      |
| ------------------------------------ | ------- | ---------------------------------------- |
| Lovrić 19' Banó-Szabó 23' Gazdag 84' | Detalii | Qaka 25' Bancu 45+8' Roman 62' Kelić 85' |

| FK Haugesund                                    | 2 – 0   | SK Sturm Graz                                      |
| ----------------------------------------------- | ------- | -------------------------------------------------- |
| Koné 36' Krygård 51' Sandberg 64' Samuelsen 77' | Detalii | Sakic 13' Schrammel 20' Domínguez 39' Ljubic 90+5' |

| KS Lechia Gdańsk                                        | 2 – 0   | Brøndby IF  |
| ------------------------------------------------------- | ------- | ----------- |
| Paixão 26' (pen) Mladenović 55' Lipski 63' Makowski 87' | Detalii | Hedlund 59' |

| Molde FK      | 0 – 0   | FK Čukarički Belgrad  |
| ------------- | ------- | --------------------- |
| Aursnes 90+3' | Detalii | Birmančević 84' 90+4' |

| PFK Arsenal Tula           | 0 – 1   | PFC Neftchi Baku                                             |
| -------------------------- | ------- | ------------------------------------------------------------ |
| Kombarov 81' Tkachev 90+3' | Detalii | Kane 24' Aliyev 36' Frederico 45+1' Mahmudov 68' Buludov 79' |

| Yeni Malatyaspor SK                            | 2 – 2   | NK Olimpija Ljubljana                         |
| ---------------------------------------------- | ------- | --------------------------------------------- |
| Mina 20' 53' Jahović 66' (pen) Guilherme 90+1' | Detalii | Vukusici 13' Çekiçi 26' Bagnack 66' Savić 74' |

| FK Mladá Boleslav | 1 – 1   | FC Ordabasî Shymkent                                    |
| ----------------- | ------- | ------------------------------------------------------- |
| Komlichenko 45+2' | Detalii | Mehanović 21' 45' Shchotkin 63' Nepohodov 66' Malyi 88' |

| FC Flora Tallinn | 1 – 2   | Eintracht Frankfurt           |
| ---------------- | ------- | ----------------------------- |
| Ainsalu 34'      | Detalii | Torró 24' Joveljić 71' Kostić |

| Alașkert FC Erevan          | 0 – 3   | FC „FCSB” București                  |
| --------------------------- | ------- | ------------------------------------ |
| Grigoryan 76' Voskanyan 88' | Detalii | Cristea 16' 68' Tănase 60' Coman 82' |

| FC Șahtior Soligorsk                           | 2 – 0   | Esbjerg fB |
| ---------------------------------------------- | ------- | ---------- |
| Bakaj 5' Matveychuk 13' Tatarkov 29' Rybak 55' | Detalii | Brink 62'  |

| CSKA Sofia                                                 | 1 – 0   | NK Osijek                      |
| ---------------------------------------------------------- | ------- | ------------------------------ |
| Fabbrini 17' da Silva 53' Geferson 66' Antov 71' Carey 90' | Detalii | Žaper 21' Šorša 29' Bočkaj 58' |

| Hapoel Be'er Sheva FC                                          | 2 – 0   | FC Kairat Almatî                                     |
| -------------------------------------------------------------- | ------- | ---------------------------------------------------- |
| Safouri 10' (pen) Kabha 29' Shamir 42' 63' Vítor 48' Marín 70' | Detalii | Akhmetov 50' Dugalić 77' Kuat 90+2' Seidakhmet 90+2' |

| PFK Lokomotiv Plovdiv                            | 2 – 0   | FC Spartak Trnava                   |
| ------------------------------------------------ | ------- | ----------------------------------- |
| Iliev 39' (pen), 61' (pen) Eze 58' Malembana 90' | Detalii | Mesík 54' Oršula 60' Záhumenský 90' |

| Gap Connah's Quay FC                | 0 – 1   | FK Partizan Belgrad                    |
| ----------------------------------- | ------- | -------------------------------------- |
| Woolfe 13' Insall 45+1' Horan 45+4' | Detalii | Tošić 45+1' Stojković 45+4' Šćekić 62' |

| GKS Piast Gliwice             | 3 – 2   | Riga FC                                           |
| ----------------------------- | ------- | ------------------------------------------------- |
| Czerwiński 66' Muñoz 82', 85' | Detalii | Debelko 22' Valerianos 79' Korun 86' Biliński 90' |

| IFK Norrköping                      | 2 – 0   | FK Liepāja |
| ----------------------------------- | ------- | ---------- |
| Thern 1' Nyman 52' Hakšabanović 80' | Detalii |            |

| MOL Fehérvár FC | 1 – 0   | FC Vaduz                                      |
| --------------- | ------- | --------------------------------------------- |
| Stopira 5'      | Detalii | Prokopič 43' Sutter 45+2' Dorn 62' Simani 80' |

| FC Luzern                    | 1 – 0   | Klaksvíkar Ítróttarfelag |
| ---------------------------- | ------- | ------------------------ |
| Schneuwly 90+3' Schulz 90+5' | Detalii | Simonsen 41' Joensen 75' |

| KAA Gent                                                                  | 6 – 3   | FC Viitorul Constanța                                                   |
| ------------------------------------------------------------------------- | ------- | ----------------------------------------------------------------------- |
| Asare 4' Dejaegere 13' Odjidja 31' Kubo 35', 45' Yaremchuk 42' (pen), 50' | Detalii | Mladen 21' Ganea 38' Iacob 42' Țîru 56', 61' Iancu 83' de Nooijer 90+2' |

| FK DAC 1904 Dunajská Streda | 1 – 2   | APS Atromitos Atena 1923 FC |
| --------------------------- | ------- | --------------------------- |
| Vida 35' Čmelík 40'         | Detalii | Umbides 20' Manousos 43'    |

| PAE Aris Salonic                                   | 0 – 0   | AEL Limassol                                                                    |
| -------------------------------------------------- | ------- | ------------------------------------------------------------------------------- |
| Fetfatzidis 29' Basha 34' Ideye 36' Sundgren 90+2' | Detalii | Adamović 34' Gaztañaga 36' Wheeler 71' Teixeira 80' Vozinha 90' Ghazaryan 90+2' |

| AS la Jeunesse d'Esch-sur-Alzette | 0 – 0   | Vitória SC Guimarães        |
| --------------------------------- | ------- | --------------------------- |
| Steinbach 22'                     | Detalii | João Carlos 39' Amoah 90+4' |

## Calificări Q3
| Echipa 1                 | Total | Echipa 2                    | Turul I | Turul II |
| ------------------------ | ----- | --------------------------- | ------- | -------- |
| FC Ararat-Armenia Erevan | 3 – 2 | FC Saburtalo Tbilisi        | 1 – 2   | 2 – 0    |
| Riga FC                  | 3 – 3 | HJK Helsinki                | 1 – 1   | 2 – 2    |
| FK Sutjeska Nikšić       | 3 – 5 | Linfield FC Belfast         | 1 – 2   | 2 – 3    |
| ŠK Slovan Bratislava     | 4 – 1 | Dundalk FC                  | 1 – 0   | 3 – 1    |
| Astana FC                | 9 – 1 | Valletta FC                 | 5 – 1   | 4 – 0    |
| AEK Larnaca              | 1 – 4 | KAA Gent                    | 1 – 1   | 0 – 3    |
| Pyunik FA Erevan         | 0 – 8 | Wolverhampton Wanderers FC  | 0 – 4   | 0 – 4    |
| AC Sparta Praga          | 3 – 4 | Trabzonspor PFT             | 2 – 2   | 1 – 2    |
| CS „U” Craiova 1948      | 1 – 3 | AEK Atena FC                | 0 – 2   | 1 – 1    |
| Brøndby IF               | 3 – 7 | SC Braga                    | 2 – 4   | 1 – 3    |
| FK Ventspils             | 0 – 9 | Vitória SC Guimarães        | 0 – 3   | 0 – 6    |
| FC Sheriff Tiraspol      | 2 – 3 | AIK Solna                   | 1 – 2   | 1 – 1    |
| FK Haugesund             | 0 – 1 | PSV Eindhoven               | 0 – 1   | 0 – 0    |
| Molde FK                 | 4 – 3 | PAE Aris Salonic            | 3 – 0   | 1 – 3    |
| FK Mariupol              | 0 – 4 | Alkmaar Zaanstreek NV       | 0 – 0   | 0 – 4    |
| FC Thun                  | 3 – 5 | FC Spartak Moscova          | 2 – 3   | 1 – 2    |
| Malmö FF                 | 3 – 1 | HŠK Zrinjski Mostar         | 3 – 0   | 0 – 1    |
| PFC Neftchi Baku         | 3 – 4 | Bnei Yehuda Tel Aviv FC     | 2 – 2   | 1 – 2    |
| Maccabi Tel Aviv FC      | 2 – 4 | FK Sūduva Marijampolė       | 1 – 2   | 1 – 2    |
| PFK Ludogoreț Razgrad    | 9 – 0 | The New Saints FC           | 5 – 0   | 4 – 0    |
| Royal Antwerp FC         | 2 – 2 | FC Viktoria Plzeň           | 1 – 0   | 1 – 2    |
| PFK Lokomotiv Plovdiv    | 0 – 2 | RC Strasbourg               | 0 – 1   | 0 – 1    |
| Feyenoord Rotterdam      | 5 – 1 | FC Dinamo Tbilisi           | 4 – 0   | 1 – 1    |
| CSKA Sofia               | 1 – 2 | FK Zarea Luhansk            | 1 – 1   | 0 – 1    |
| FK Sarajevo              | 1 – 2 | FC BATE Borisov             | 1 – 2   | 0 – 0    |
| F91 Dudelange            | 4 – 1 | MTÜ Nõmme JK Kalju          | 3 – 1   | 1 – 0    |
| IFK Norrköping           | 2 – 4 | Hapoel Be'er Sheva FC       | 1 – 1   | 1 – 3    |
| FC Midtjylland Ferning   | 3 – 7 | Glasgow Rangers FC          | 2 – 4   | 1 – 3    |
| HNK Rijeka               | 4 – 0 | Aberdeen FC                 | 2 – 0   | 2 – 0    |
| FK Austria Viena         | 2 – 5 | Apollon Limassol            | 1 – 2   | 1 – 3    |
| FC Vaduz                 | 0 – 6 | Eintracht Frankfurt         | 0 – 5   | 0 – 1    |
| FC „FCSB” București      | 1 – 0 | FK Mladá Boleslav           | 0 – 0   | 1 – 0    |
| Torino FC                | 6 – 1 | FC Șahtior Soligorsk        | 5 – 0   | 1 – 1    |
| KP Legia Varșovia        | 2 – 0 | APS Atromitos Atena 1923 FC | 0 – 0   | 0 – 2    |
| FK Partizan Belgrad      | 3 – 2 | Yeni Malatyaspor SK         | 3 – 1   | 0 – 1    |
| FC Luzern                | 0 – 6 | RCD Espanyol Barcelona      | 0 – 3   | 0 – 3    |

## Baraj
| Echipa 1                 | Total | Echipa 2                   | Turul I | Turul II |
| ------------------------ | ----- | -------------------------- | ------- | -------- |
| Astana FC                | 3 – 2 | FC BATE Borisov            | 3 – 0   | 0 – 2    |
| FC Ararat-Armenia Erevan | 3 – 3 | F91 Dudelange              | 2 – 1   | 1 – 2    |
| FK Sūduva Marijampolė    | 2 – 4 | Ferencvárosi TC Budapesta  | 0 – 0   | 2 – 4    |
| Malmö FF                 | 4 – 0 | Bnei Yehuda Tel Aviv FC    | 3 – 0   | 1 – 0    |
| PFK Ludogoreț Razgrad    | 2 – 2 | NK Maribor                 | 0 – 0   | 2 – 2    |
| Feyenoord Rotterdam      | 6 – 0 | Hapoel Be'er Sheva FC      | 3 – 0   | 3 – 0    |
| FC Copenhaga             | 3 – 2 | Riga FC                    | 3 – 1   | 0 – 1    |
| AEK Atena FC             | 3 – 3 | Trabzonspor PFT            | 1 – 3   | 2 – 0    |
| KP Legia Varșovia        | 0 – 1 | Glasgow Rangers FC         | 0 – 0   | 0 – 1    |
| Alkmaar Zaanstreek NV    | 5 – 2 | Royal Antwerp FC           | 1 – 1   | 1 – 4    |
| RC Strasbourg            | 1 – 3 | Eintracht Frankfurt        | 1 – 0   | 0 – 3    |
| KAA Gent                 | 3 – 2 | HNK Rijeka                 | 2 – 1   | 1 – 1    |
| PSV Eindhoven            | 7 – 0 | Apollon Limassol           | 3 – 0   | 4 – 0    |
| FC „FCSB” București      | 0 – 1 | Vitória SC Guimarães       | 0 – 0   | 0 – 1    |
| Linfield FC Belfast      | 4 – 4 | Qarabağ FK                 | 3 – 2   | 1 – 2    |
| Celtic FC Glasgow        | 6 – 1 | AIK Solna                  | 2 – 0   | 4 – 1    |
| SC Braga                 | 3 – 1 | FC Spartak Moscova         | 1 – 0   | 2 – 1    |
| ŠK Slovan Bratislava     | 3 – 3 | PAOK Salonic               | 1 – 0   | 2 – 3    |
| FK Partizan Belgrad      | 3 – 2 | Molde FK                   | 2 – 1   | 1 – 1    |
| RCD Espanyol Barcelona   | 5 – 3 | FK Zarea Luhansk           | 3 – 1   | 2 – 2    |
| Torino FC                | 3 – 5 | Wolverhampton Wanderers FC | 2 – 3   | 1 – 2    |

## Faza Grupelor

### Tragerea la sorți
Tragerea la sorți a grupelor a avut loc în data de 30 august la Grimaldi Forum în Monaco.. Cele 48 de echipe calificate au fost împărțite în 4 urne valorice în funcție de clasarea lor în clasamentul general întocmit pe baza coeficienților UEFA al cluburilor.
| Pot 1: - Sevilla CC: 104.000 - Arsenal CC: 101.000 - Porto CC: 93.000 - Roma CC: 81.000 - Manchester United CC: 78.000 - Dynamo Kyiv CC: 65.000 - Beșiktaș CC: 62.000 - Basel CC: 54.500 - Sporting CP CC: 50.000 - CSKA Moskva CC: 48.000 - VfL Wolfsburg CC: 40.000 - Lazio CC: 37.000 | Pot 2: - PSV Eindhoven CC: 37.000 - Krasnodar CC: 34.500 - Celtic CC: 31.000 - København CC: 31.000 - Braga CC: 31.000 - Gent CC: 29.500 - Borussia Mönchengladbach CC: 29.000 - Young Boys CC: 27.500 - Astana CC: 27.500 - Ludogorets CC: 27.000 - APOEL CC: 25.500 - Eintracht Frankfurt CC: 24.000 | Pot 3: - Saint-Étienne CC: 23.000 - Qarabağ CC: 22.000 - Feyenoord CC: 22.000 - Getafe CC: 20.713 - Espanyol CC: 20.713 - Malmö FF CC: 20.000 - Partizan CC: 18.000 - Standard Liège CC: 17.500 - Wolverhampton Wanderers CC: 17.092 - Rennes CC: 11.699 - Rosenborg CC: 11.500 - İstanbul Bașakșehir CC: 10.500 | Pot 4: - AZ Alkmaar CC: 10.500 - Vitória S.C. CC: 9.646 - Trabzonspor CC: 8.000 - Oleksandriya CC: 7.780 - F91 Dudelange CC: 6.250 - LASK CC: 6.250 - Wolfsberger CC: 6.250 - Slovan Bratislava CC: 6.000 - Lugano CC: 6.000 - Rangers CC: 5.250 - CFR Cluj CC: 3.500 - Ferencváros CC: 3.500 |

### Grupa A
| Loc                                                 | Echipă        | Pct. | MJ | V | E | Î | GM | GP | DG  |  | SEV | APO | QRB | DUD |
| --------------------------------------------------- | ------------- | ---- | -- | - | - | - | -- | -- | --- |  | --- | --- | --- | --- |
| 1.                                                  | Sevilla       | 15   | 6  | 5 | 0 | 1 | 14 | 3  | +11 |  | —   | 1–0 | 2–0 | 3–0 |
| 2.                                                  | APOEL         | 10   | 6  | 3 | 1 | 2 | 10 | 8  | +2  |  | 1–0 | —   | 2–1 | 3–4 |
| 3.                                                  | Qarabağ       | 5    | 6  | 1 | 2 | 3 | 8  | 11 | −3  |  | 0–3 | 2–2 | —   | 1–1 |
| 4.                                                  | F91 Dudelange | 4    | 6  | 1 | 1 | 4 | 8  | 18 | −10 |  | 2–5 | 0–2 | 1–4 | —   |
| Legendă: Locurile 1, 2: Calificare în șaisprezecimi |               |      |    |   |   |   |    |    |     |  |     |     |     |     |

### Grupa B
| Loc                                                 | Echipă      | Pct. | MJ | V | E | Î | GM | GP | DG |  | MAL | COP | DIN | LUG |
| --------------------------------------------------- | ----------- | ---- | -- | - | - | - | -- | -- | -- |  | --- | --- | --- | --- |
| 1.                                                  | Malmö       | 11   | 6  | 3 | 2 | 1 | 8  | 6  | +2 |  | —   | 1–1 | 4–3 | 2–1 |
| 2.                                                  | Copenhaga   | 9    | 6  | 2 | 3 | 1 | 5  | 4  | +1 |  | 0–1 | —   | 1–1 | 1–0 |
| 3.                                                  | Dinamo Kiev | 7    | 6  | 1 | 4 | 1 | 7  | 7  | 0  |  | 1–0 | 1–1 | —   | 1–1 |
| 4.                                                  | Lugano      | 3    | 6  | 0 | 3 | 3 | 2  | 5  | −3 |  | 0–0 | 0–1 | 0–0 | —   |
| Legendă: Locurile 1, 2: Calificare în șaisprezecimi |             |      |    |   |   |   |    |    |    |  |     |     |     |     |

### Grupa C
| Loc                                                 | Echipă      | Pct. | MJ | V | E | Î | GM | GP | DG |  | BAS | GET | KRA | TRA |
| --------------------------------------------------- | ----------- | ---- | -- | - | - | - | -- | -- | -- |  | --- | --- | --- | --- |
| 1.                                                  | Basel       | 13   | 6  | 4 | 1 | 1 | 12 | 4  | +8 |  | —   | 2–1 | 5–0 | 2–0 |
| 2.                                                  | Getafe      | 12   | 6  | 4 | 0 | 2 | 8  | 4  | +4 |  | 0–1 | —   | 3–0 | 1–0 |
| 3.                                                  | Krasnodar   | 9    | 6  | 3 | 0 | 3 | 7  | 11 | −4 |  | 1–0 | 1–2 | —   | 3–1 |
| 4.                                                  | Trabzonspor | 1    | 6  | 0 | 1 | 5 | 3  | 11 | −8 |  | 2–2 | 0–1 | 0–2 | —   |
| Legendă: Locurile 1, 2: Calificare în șaisprezecimi |             |      |    |   |   |   |    |    |    |  |     |     |     |     |

### Grupa D
| Loc                                                 | Echipă    | Pct. | MJ | V | E | Î | GM | GP | DG |  | LIN | SCP | PSV | ROS |
| --------------------------------------------------- | --------- | ---- | -- | - | - | - | -- | -- | -- |  | --- | --- | --- | --- |
| 1.                                                  | LASK Linz | 13   | 6  | 4 | 1 | 1 | 11 | 4  | +7 |  | —   | 3–0 | 4–1 | 1–0 |
| 2.                                                  | Sporting  | 12   | 6  | 4 | 0 | 2 | 11 | 7  | +4 |  | 2–1 | —   | 4–0 | 1–0 |
| 3.                                                  | PSV       | 8    | 6  | 2 | 2 | 2 | 9  | 12 | −3 |  | 0–0 | 3–2 | —   | 1–1 |
| 4.                                                  | Rosenborg | 1    | 6  | 0 | 1 | 5 | 3  | 11 | −8 |  | 1–2 | 0–2 | 1–4 | —   |
| Legendă: Locurile 1, 2: Calificare în șaisprezecimi |           |      |    |   |   |   |    |    |    |  |     |     |     |     |

### Grupa E
| Loc                                                 | Echipă   | Pct. | MJ | V | E | Î | GM | GP | DG |  | CEL | CFR | LAZ | REN |
| --------------------------------------------------- | -------- | ---- | -- | - | - | - | -- | -- | -- |  | --- | --- | --- | --- |
| 1.                                                  | Celtic   | 13   | 6  | 4 | 1 | 1 | 10 | 6  | +4 |  | —   | 2–0 | 2–1 | 3–1 |
| 2.                                                  | CFR Cluj | 12   | 6  | 4 | 0 | 2 | 6  | 4  | +2 |  | 2–0 | —   | 2–1 | 1–0 |
| 3.                                                  | Lazio    | 6    | 6  | 2 | 0 | 4 | 6  | 9  | −3 |  | 1–2 | 1–0 | —   | 2–1 |
| 4.                                                  | Rennes   | 4    | 6  | 1 | 1 | 4 | 5  | 8  | −3 |  | 1–1 | 0–1 | 2–0 | —   |
| Legendă: Locurile 1, 2: Calificare în șaisprezecimi |          |      |    |   |   |   |    |    |    |  |     |     |     |     |

### Grupa F
| Loc                                                 | Echipă              | Pct. | MJ | V | E | Î | GM | GP | DG |  | ARS | EIN | STA | VIT |
| --------------------------------------------------- | ------------------- | ---- | -- | - | - | - | -- | -- | -- |  | --- | --- | --- | --- |
| 1.                                                  | Arsenal             | 11   | 6  | 3 | 2 | 1 | 14 | 7  | +7 |  | —   | 1–2 | 4–0 | 3–2 |
| 2.                                                  | Eintracht Frankfurt | 9    | 6  | 3 | 0 | 3 | 8  | 10 | −2 |  | 0–3 | —   | 2–1 | 2–3 |
| 3.                                                  | Standard Liège      | 8    | 6  | 2 | 2 | 2 | 8  | 10 | −2 |  | 2–2 | 2–1 | —   | 2–0 |
| 4.                                                  | Guimarães           | 5    | 6  | 1 | 2 | 3 | 7  | 10 | −3 |  | 1–1 | 0–1 | 1–1 | —   |
| Legendă: Locurile 1, 2: Calificare în șaisprezecimi |                     |      |    |   |   |   |    |    |    |  |     |     |     |     |

### Grupa G
| Loc                                                 | Echipă     | Pct. | MJ | V | E | Î | GM | GP | DG |  | POR | RAN | BSC | FEY |
| --------------------------------------------------- | ---------- | ---- | -- | - | - | - | -- | -- | -- |  | --- | --- | --- | --- |
| 1.                                                  | Porto      | 10   | 6  | 3 | 1 | 2 | 8  | 9  | −1 |  | —   | 1–1 | 2–1 | 3–2 |
| 2.                                                  | Rangers    | 9    | 6  | 2 | 3 | 1 | 8  | 6  | +2 |  | 2–0 | —   | 1–1 | 1–0 |
| 3.                                                  | Young Boys | 8    | 6  | 2 | 2 | 2 | 8  | 7  | +1 |  | 1–2 | 2–1 | —   | 2–0 |
| 4.                                                  | Feyenoord  | 5    | 6  | 1 | 2 | 3 | 7  | 9  | −2 |  | 2–0 | 2–2 | 1–1 | —   |
| Legendă: Locurile 1, 2: Calificare în șaisprezecimi |            |      |    |   |   |   |    |    |    |  |     |     |     |     |

### Grupa H
| Loc                                                 | Echipă            | Pct. | MJ | V | E | Î | GM | GP | DG |  | ESP | LUD | FTC | ȚSK |
| --------------------------------------------------- | ----------------- | ---- | -- | - | - | - | -- | -- | -- |  | --- | --- | --- | --- |
| 1.                                                  | Espanyol          | 11   | 6  | 3 | 2 | 1 | 12 | 4  | +8 |  | —   | 6–0 | 1–1 | 0–1 |
| 2.                                                  | Ludogoreț Razgrad | 8    | 6  | 2 | 2 | 2 | 10 | 10 | 0  |  | 0–1 | —   | 1–1 | 5–1 |
| 3.                                                  | Ferencváros       | 7    | 6  | 1 | 4 | 1 | 5  | 7  | −2 |  | 2–2 | 0–3 | —   | 0–0 |
| 4.                                                  | CSKA Moscova      | 5    | 6  | 1 | 2 | 3 | 3  | 9  | −6 |  | 0–2 | 1–1 | 0–1 | —   |
| Legendă: Locurile 1, 2: Calificare în șaisprezecimi |                   |      |    |   |   |   |    |    |    |  |     |     |     |     |

### Grupa I
| Loc                                                 | Echipă        | Pct. | MJ | V | E | Î | GM | GP | DG |  | GEN | WOL | StÉ | OLE |
| --------------------------------------------------- | ------------- | ---- | -- | - | - | - | -- | -- | -- |  | --- | --- | --- | --- |
| 1.                                                  | Gent          | 12   | 6  | 3 | 3 | 0 | 11 | 7  | +4 |  | —   | 2–2 | 3–2 | 2–1 |
| 2.                                                  | Wolfsburg     | 11   | 6  | 3 | 2 | 1 | 9  | 7  | +2 |  | 1–3 | —   | 1–0 | 3–1 |
| 3.                                                  | Saint-Étienne | 4    | 6  | 0 | 4 | 2 | 6  | 8  | −2 |  | 0–0 | 1–1 | —   | 1–1 |
| 4.                                                  | Oleksandriya  | 3    | 6  | 0 | 3 | 3 | 6  | 10 | −4 |  | 1–1 | 0–1 | 2–2 | —   |
| Legendă: Locurile 1, 2: Calificare în șaisprezecimi |               |      |    |   |   |   |    |    |    |  |     |     |     |     |

### Grupa J
| Loc                                                 | Echipă      | Pct. | MJ | V | E | Î | GM | GP | DG |  | IBS | ROM | MGB | WAC |
| --------------------------------------------------- | ----------- | ---- | -- | - | - | - | -- | -- | -- |  | --- | --- | --- | --- |
| 1.                                                  | Başakşehir  | 10   | 6  | 3 | 1 | 2 | 7  | 9  | −2 |  | —   | 0–3 | 1–1 | 1–0 |
| 2.                                                  | Roma        | 9    | 6  | 2 | 3 | 1 | 12 | 6  | +6 |  | 4–0 | —   | 1–1 | 2–2 |
| 3.                                                  | M'gladbach  | 8    | 6  | 2 | 2 | 2 | 6  | 9  | −3 |  | 1–2 | 2–1 | —   | 0–4 |
| 4.                                                  | Wolfsberger | 5    | 6  | 1 | 2 | 3 | 7  | 8  | −1 |  | 0–3 | 1–1 | 0–1 | —   |
| Legendă: Locurile 1, 2: Calificare în șaisprezecimi |             |      |    |   |   |   |    |    |    |  |     |     |     |     |

### Grupa K
| Loc                                                 | Echipă            | Pct. | MJ | V | E | Î | GM | GP | DG |  | BRA | WAN | SLO | BJK |
| --------------------------------------------------- | ----------------- | ---- | -- | - | - | - | -- | -- | -- |  | --- | --- | --- | --- |
| 1.                                                  | Braga             | 14   | 6  | 4 | 2 | 0 | 15 | 9  | +6 |  | —   | 3–3 | 2–2 | 3–1 |
| 2.                                                  | Wolves            | 13   | 6  | 4 | 1 | 1 | 11 | 5  | +6 |  | 0–1 | —   | 1–0 | 4–0 |
| 3.                                                  | Slovan Bratislava | 4    | 6  | 1 | 1 | 4 | 10 | 13 | −3 |  | 2–4 | 1–2 | —   | 4–2 |
| 4.                                                  | Beșiktaș          | 3    | 6  | 1 | 0 | 5 | 6  | 15 | −9 |  | 1–2 | 0–1 | 2–1 | —   |
| Legendă: Locurile 1, 2: Calificare în șaisprezecimi |                   |      |    |   |   |   |    |    |    |  |     |     |     |     |

### Grupa L
| Loc                                                 | Echipă            | Pct. | MJ | V | E | Î | GM | GP | DG  |  | MAN | AZA | PAR | AST |
| --------------------------------------------------- | ----------------- | ---- | -- | - | - | - | -- | -- | --- |  | --- | --- | --- | --- |
| 1.                                                  | Manchester United | 13   | 6  | 4 | 1 | 1 | 10 | 2  | +8  |  | —   | 4–0 | 3–0 | 1–0 |
| 2.                                                  | AZ Alkmaar        | 9    | 6  | 2 | 3 | 1 | 15 | 8  | +7  |  | 0–0 | —   | 2–2 | 6–0 |
| 3.                                                  | Partizan          | 8    | 6  | 2 | 2 | 2 | 10 | 10 | 0   |  | 0–1 | 2–2 | —   | 4–1 |
| 4.                                                  | FC Astana         | 3    | 6  | 1 | 0 | 5 | 4  | 19 | −15 |  | 2–1 | 0–5 | 1–2 | —   |
| Legendă: Locurile 1, 2: Calificare în șaisprezecimi |                   |      |    |   |   |   |    |    |     |  |     |     |     |     |

## Faza eliminatorie

### Echipele calificate

#### Europa League - Caștigătoarele grupelor și echipele de pe locul 2
| Grupa | Câștigătoarele (capi de serie) | Echipele de pe locul 2 (non-capi de serie) |
| ----- | ------------------------------ | ------------------------------------------ |
| A     | Sevilla                        | APOEL                                      |
| B     | Malmö FF                       | København                                  |
| C     | Basel                          | Getafe                                     |
| D     | LASK                           | Sporting CP                                |
| E     | Celtic                         | CFR Cluj                                   |
| F     | Arsenal                        | Eintracht Frankfurt                        |
| G     | Porto                          | Rangers                                    |
| H     | Espanyol                       | Ludogoreț                                  |
| I     | Gent                           | VfL Wolfsburg                              |
| J     | İstanbul Bașakșehir            | Roma                                       |
| K     | Braga                          | Wolverhampton Wanderers                    |
| L     | Manchester United              | AZ Alkmaar                                 |

#### Echipele de pe locul 3 din Liga Campionilor
| Loc. | Grp. | Echipă                   | Pct. | MJ | V | E | Î | GM | GP | DG | Statut            |
| ---- | ---- | ------------------------ | ---- | -- | - | - | - | -- | -- | -- | ----------------- |
| 1.   | H    | Amsterdamsche FC Ajax    | 10   | 6  | 3 | 1 | 2 | 12 | 6  | +6 | Capi de serie     |
| 2.   | E    | FC Salzburg              | 7    | 6  | 2 | 1 | 3 | 16 | 13 | +3 | Capi de serie     |
| 3.   | F    | FC Internazionale Milano | 7    | 6  | 2 | 1 | 3 | 10 | 9  | +1 | Capi de serie     |
| 4.   | G    | SL Benfica Lisabona      | 7    | 6  | 2 | 1 | 3 | 10 | 11 | −1 | Capi de serie     |
| 5.   | D    | Bayer 04 Leverkusen      | 6    | 6  | 2 | 0 | 4 | 5  | 9  | −4 | Non-capi de serie |
| 6.   | C    | FC Șahtar Donețk         | 6    | 6  | 1 | 3 | 2 | 8  | 13 | −5 | Non-capi de serie |
| 7.   | B    | Olympiacos SF Pireu      | 4    | 6  | 1 | 1 | 4 | 8  | 14 | −6 | Non-capi de serie |
| 8.   | A    | Club Brugge KV           | 3    | 6  | 0 | 3 | 3 | 4  | 12 | −8 | Non-capi de serie |

### Șaisprezecimi
| Echipa 1                   | Scor gen. | Echipa 2                 | Tur   | Retur |
| -------------------------- | --------- | ------------------------ | ----- | ----- |
| Wolverhampton Wanderers FC | 6 - 3     | RCD Espanyol Barcelona   | 4 - 0 | 2 - 3 |
| Sporting CP                | 4 - 5     | İstanbul Bașakșehir FK   | 3 - 1 | 1 - 4 |
| Getafe CF                  | 3 - 2     | Amsterdamsche FC Ajax    | 2 - 0 | 1 - 2 |
| Bayer 04 Leverkusen        | 5 - 2     | FC Porto                 | 2 - 1 | 3 - 1 |
| FC Copenhaga               | 4 - 1     | Celtic FC Glasgow        | 1 - 1 | 3 - 1 |
| APOEL Nicosia              | 0 - 4     | FC Basel                 | 0 - 3 | 0 - 1 |
| FC CFR 1907 Cluj           | 1 - 1 (a) | Sevilla FC               | 1 - 1 | 0 - 0 |
| Olympiacos SF Pireu        | (a) 2 - 2 | Arsenal FC Londra        | 0 - 1 | 2 - 1 |
| Alkmaar Zaanstreek NV      | 1 - 3     | Linzer ASK               | 1 - 1 | 0 - 2 |
| Club Brugge KV             | 1 - 6     | Manchester United FC     | 1 - 1 | 0 - 5 |
| PFK Ludogoreț Razgrad      | 1 - 4     | FC Internazionale Milano | 0 - 2 | 1 - 2 |
| Eintracht Frankfurt        | 6 - 3     | FC Salzburg              | 4 - 1 | 2 - 2 |
| FC Șahtar Donețk           | 5 - 4     | SL Benfica Lisabona      | 2 - 1 | 3 - 3 |
| VfL Wolfsburg              | 5 - 1     | Malmö FF                 | 2 - 1 | 3 - 0 |
| AS Roma                    | 2 - 1     | KAA Gent                 | 1 - 0 | 1 - 1 |
| Glasgow Rangers FC         | 4 - 2     | SC Braga                 | 3 - 2 | 1 - 0 |

### Optimi
Șase din cele opt meciuri din manșa tur s-au jucat pe 12 martie, în timp ce restul manșelor tur și toate meciurile din manșa retur au fost amânate de UEFA din cauza îngrijorărilor cu privire la pandemia de COVID-19 din Europa. Pe 17 iunie 2020, UEFA a anunțat că cele manșele retur vor fi jucate în perioada 5-6 august 2020. Pentru cele două meciuri care nu s-au jucat, în schimb, ele se vor disputa într-un format cu o singură manșă pe un stadion neutru din Germania.
După reînceperea competiției din august 2020, vor fi permise maximum cinci schimbări, cu o a șasea permisă în timp suplimentar. Cu toate acestea, fiecare echipă va primi doar trei oportunități de a efectua înlocuirile, cu o a patra oportunitate fiind în timp suplimentar, excluzând înlocuirile făcute la pauză, înainte de începerea timpului suplimentar și la pauza timpului suplimentar.

| Echipa 1                 | Scor gen. | Echipa 2                   | Tur   | Retur |
| ------------------------ | --------- | -------------------------- | ----- | ----- |
| Linzer ASK               | 1 - 7     | Manchester United FC       | 0 - 5 | 1 - 2 |
| Eintracht Frankfurt      | 0 - 4     | FC Basel                   | 0 - 3 | 0 - 1 |
| İstanbul Bașakșehir FK   | 1 - 3     | FC Copenhaga               | 1 - 0 | 0 - 3 |
| VfL Wolfsburg            | 1 - 5     | FC Șahtar Donețk           | 1 - 2 | 0 - 3 |
| Glasgow Rangers FC       | 1 - 4     | Bayer 04 Leverkusen        | 1 - 3 | 0 - 1 |
| Olympiacos SF Pireu      | 1 - 2     | Wolverhampton Wanderers FC | 1 - 1 | 0 - 1 |
| Sevilla FC               | 2 - 0     | AS Roma                    | X     | X     |
| FC Internazionale Milano | 2 - 0     | Getafe CF                  | X     | X     |

### Sferturi
| Echipa 1                   | Scor         | Echipa 2            |
| -------------------------- | ------------ | ------------------- |
| Manchester United FC       | 1 - 0 (d.p.) | FC Copenhaga        |
| FC Internazionale Milano   | 2 - 1        | Bayer 04 Leverkusen |
| FC Șahtar Donețk           | 4 - 1        | FC Basel            |
| Wolverhampton Wanderers FC | 0 - 1        | Sevilla FC          |

### Semifinale
| Echipa 1                 | Scor  | Echipa 2             |
| ------------------------ | ----- | -------------------- |
| Sevilla FC               | 2 - 1 | Manchester United FC |
| FC Internazionale Milano | 5 - 0 | FC Șahtar Donețk     |

### Finala
| Echipa 1   | Scor  | Echipa 2                 |
| ---------- | ----- | ------------------------ |
| Sevilla FC | 3 - 2 | FC Internazionale Milano |

| 21 august 2020 | Sevilla FC                                       | 3 - 2   | FC Internazionale Milano                                          | Köln, Germania                                                                     |  |
| 22:00          | Carlos 4' de Jong 12', 33' Banega 45' Lukaku 74' | Detalii | Lukaku 5' (pen) Godín 35' Barella 41' Bastoni 55' Gagliardini 73' | Stadion: RheinEnergieStadion Spectatori: 0 Arbitru: Danny Makkelie (Țările de Jos) |  |